# Sergeĭ Semenov
Sergeĭ Alexandrovitch Semenov (Сергей Александрович Семёнов) est un écrivain russe et un militant du parti bolchevik. 

## Biographie
Issu d'une famille ouvrière, il nait à Kostroma le 7 octobre 1893. Son père, très actif dans la révolution de 1905, est lui aussi un ouvrier. Serge vit à Saint-Pétersbourg et travaille dans une agence d'assurance.
Bolchevik depuis 1918, il sert dans l'Armée rouge. À partir de 1921, il occupe divers postes de responsabilité dans des maisons d'édition et réalise des activités littéraires. Il publie notamment son célèbre roman La faim (Golod en russe), qui fait l'objet de plusieurs rééditions et décrit la famine frappant le pays après la Révolution russe. Ce roman est traduit pour la première fois en français en 1927.
Il participe à trois expéditions en Arctique, en 1932, en 1933-1934 (sur "Tcheliouskine"), et en 1936.
Il participe également à la guerre soviéto-finlandaise (1939-1940). Il meurt pendant la Seconde Guerre mondiale sur le front de Volkhov, le 12 janvier 1942.